# صهر (أسرة)

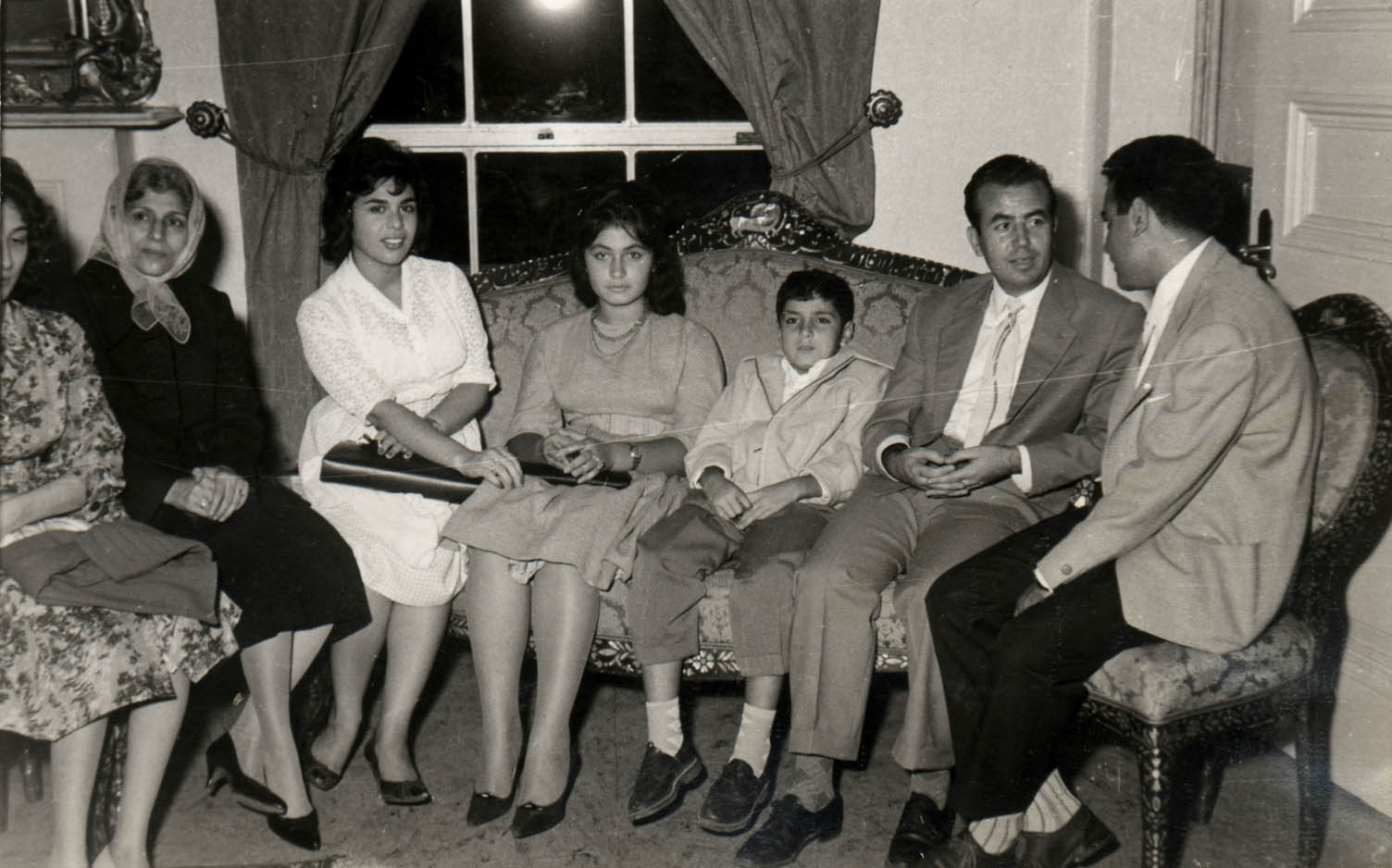

الأصهار هُم أهل بيت المرأة، أبوها وإخوانها من النسب أو الرضاع ومن العرب من يجعل الصهر يشمل الأحماء والأختان جميعا.